# 友野霞舟

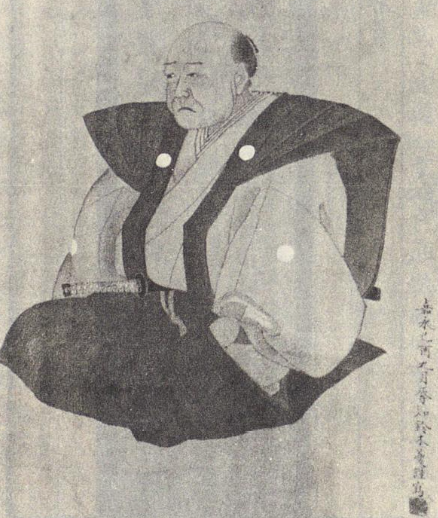
友野霞舟

友野 霞舟（ともの かしゅう、寛政3年（1791年） - 嘉永2年6月24日（1849年8月12日））は、江戸時代後期の儒学者、漢詩人、昌平坂学問所教授。幼名は安太郎、名は瑍、通称は雄助、字は子玉。霞舟または霞洲と号す。

## 経歴
寛政3年（1791年）に江戸で生まれる。父・盛興は幕府の表火番、本姓・石川、先祖は備後鞆浦の人。七歳にして隣家の逸見氏に薫陶を受け、はじめ井川東海の門で学び、のち昌平坂学問所に入り野村篁園に学ぶ。天保13年（1842年）10月に昌平坂学問所儒員に任じられ、翌天保14年（1843年）、門人である甲府勤番支配・浅野長祚によって甲府徽典館初代学頭を要請され、就任する。徽典館の教則はすべて霞舟によって作成された。弘化2年（1845年）に甲府から帰府、佐藤一斎と同時期に、亡くなるまで昌平坂学問所教授を務めた。
林大学頭家当主・林復斎の命を受けて、霞舟が江戸初期から天保の初頭までの漢詩人の作品を集め小伝と評語を添えた『煕朝詩薈』全110巻は、源義直、源頼信の大名から林羅山、石川丈山、伊藤仁斎、荻生徂徠、頼山陽など1484人、14145首に及ぶ、江戸時代に最も完備された漢詩の大著である。友野による選詩、解説ともに極めて優れており、近世の漢詩人と作品を通覧できる本邦未曾有の一大近世漢詩史、国家的名著として高く評価されている。
門人に川路聖謨、浅野梅堂、木村裕堂、久貝蓼湾、向山誠斎、森田桂園、小菅智淵、榎本武揚などがいる。
嘉永2年（1849年）に没する。享年59。

## 逸話・交遊・作風
井川東海に教えを受けていた幼い時から英敏をもって知られ、詩文を口ずさむとたちまち章を為すというくらいだった。天然痘を患い高熱を出した時に文選の賦を譫言した逸話もある。博覧強記であり、質問されるとその答えはどの書物の何巻のどこにあるとまで指示できた。
霞舟は古賀精里の雅会を引き継いだ古賀侗庵の如蘭社、野村篁園らの牛門社、氷雪社、龍隠社庵の詩会、昌平黌を中心とする芹水社と称する詩会に参加した。他に岡本花亨、野村篁園、千阪廉斎、乙骨耐軒、設楽翆獄、浅野梅堂、石川秋帆、安藤竜淵、木村裕堂、久貝寥庵、小花和桜墩らがいた。化政文化期には大田南畝、鈴木白藤、植木玉厓が参加、その後は霞舟と乙骨耐軒が本流となり、嘉永期には向山黄村、望月毅軒、杉浦梅潭、森田桜園らが参加した。霞舟は耐軒より二十歳以上の年長ながら、共に忘年の交わりを結んだという。
森銑三や神田喜一郎は、霞舟や林述斎、古賀侗庵、野村篁園など昌平黌関係者と共につくっていた詩社を官学派と呼んだ。これら官学派の詩人たちは貴族的で、端正な詩風と生活態度が共通していた。
| 無題           |                                         |
| 鴛衾暖透更怡融 | 鴛衾に暖透りて 更に怡融し，             |
| 墜枕銀釵慢髻鬆 | 枕より墜つる銀釵に 慢髻 鬆（ゆる）む。  |
| 睡裡依稀傳密語 | 睡裡 依稀（いき）として 密語を傳へ，    |
| 歡餘困頓坐春慵 | 歡餘 困頓として 春慵に坐す。            |
| 殘燈影暗宵分帳 | 殘燈 影は暗し 宵分の帳，                |
| 滴漏聲和月午鐘 | 滴漏 聲は和す 月午の鐘。                |
| 堪笑楚襄無福分 | 笑ふに堪へん 楚頃襄王の福分無く，       |
| 朝雲徒向夢中逢 | 朝雲に 徒らに 夢中に 向（お）いて逢ふ。 |

## 著書・編著
- 『煕朝詩薈 110巻』,写
- 『霞舟先生詩集』
- 『霞舟文稿』
- 『如蘭詩集』,写
- 『錦天山房詩話』
- 『霞舟吟巻』,写
- 『峽役遺稿』 (『甲斐叢書』第7巻,甲斐叢書刊行会,昭和10)

## 系譜
- 木村裕堂(二女・安の夫）名は蔚、字は豹文、通称金平。天保7年（1836年）に昌平黌教官、弘化元年（1844年）甲府徽典館学頭（同役は林靏梁）、のち幕府儒官に進み官学派詩壇の一翼を担った。父は幕府与力で加藤千蔭や村田春海と交流した歌人の木村駿蔵（貞義、駿卿、橿園）[12]。
- 森田清行(三女・勝の夫)1860年に万延元年遣米使節団において、正使新見正興、副使村垣範正、目付小栗忠順に次ぐ勘定方の責任者として日米修好通商条約批准書交換のためアメリカ合衆国に派遣。